# Kotomi Kurokawa
Kotomi Kurokawa –en japonés, 黒川 琴美, Kurokawa Kotomi– es una deportista japonesa que compitió en judo. Ganó una medalla de oro en el Campeonato Asiático de Judo de 1985, en la categoría de –72 kg.

## Palmarés internacional
| Campeonato Asiático | Campeonato Asiático | Campeonato Asiático | Campeonato Asiático |
| Año                 | Lugar               | Medalla             | Categoría           |
| ------------------- | ------------------- | ------------------- | ------------------- |
| 1985                | Tokio (Japón)       | Medalla de oro      | –72 kg              |